# Andrej Scheptyzkyj

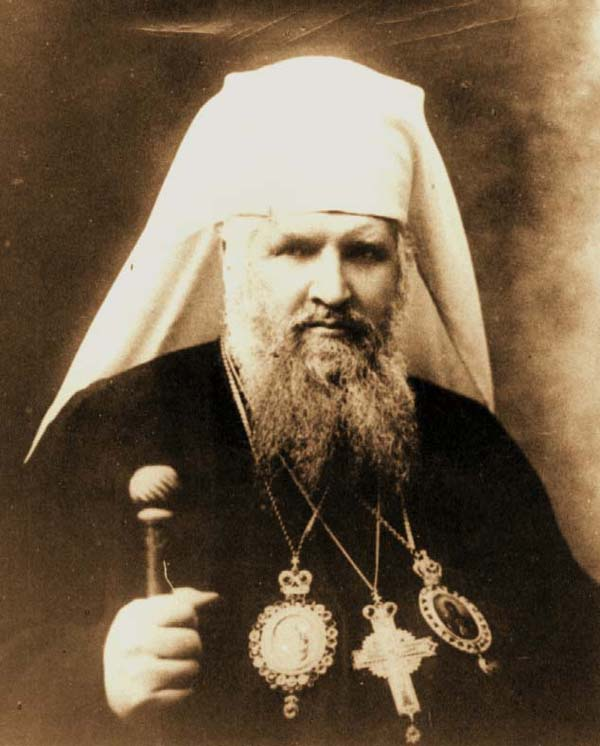
Metropolit Andrej Scheptyzkyj (1921)

Andrej (Andreas) Alexander Scheptyzkyj OSBM (ukrainisch Андрей Шептицький, polnisch Andrzej Szeptycki; * 29. Juli 1865 in Prylbytschi, Königreich Galizien und Lodomerien; † 1. November 1944 in Lemberg) war Erzbischof von Lemberg und Metropolit der Ukrainischen Griechisch-Katholischen Kirche. Während seines Episkopats von 1900 bis 1944 führte er die Kirche durch zwei Weltkriege und erlebte sieben politische Regime, diese waren: österreichisch-ungarische, russische, ukrainische, polnische, sowjetische, nationalsozialistische deutsche und nochmals sowjetische Herrschaften.

## Leben

### Herkunft und frühe Jahre
Scheptyzkyj wurde als Sohn eines ursprünglich „ruthenischen“, aber polonisierten Adelsgeschlechts, aus dem mehrere bekannte ukrainische und polnische Persönlichkeiten hervorgingen, in Prylbytschi, einem kleinen Dorf im heutigen Rajon Jaworiw nordöstlich von Lemberg (Lwiw), geboren. Sein Vater Jan Kanty Szeptycki von und zu Szeptyce (1836–1912) war Großgrundbesitzer, langjähriges Mitglied des Galizischen Landtages, von 1870 bis 1873 Mitglied des österreichischen Abgeordnetenhauses und ab 1899 des Herrenhauses. Er wurde 1871 mit seiner Familie in den Grafenstand erhoben. Seine Mutter Zofia, geb. Gräfin Fredro, war eine Tochter des polnischen Theaterautors Aleksander Fredro. Während seine Vorfahren der „ruthenischen“ griechisch-katholischen Kirche angehört hatten, war der Vater zum westlichen Variante des römischen Katholizismus übergetreten und so wurde auch der Sohn Alexander nach römischen Ritus getauft. Er hatte zwei jüngere Brüder: Stanisław Szeptycki wurde hoher Offizier zunächst in der österreichisch-ungarischen, dann in der polnischen Armee; Klymentij Scheptyzkyj schlug eine geistliche Laufbahn als griechisch-katholischer Mönch ein.
Nach dem Besuch des Gymnasiums St. Anna in Krakau leistete Alexander Scheptyzkyj zunächst Militärdienst als Einjährig-Freiwilliger in der österreichischen Armee, studierte ab 1884 Rechtswissenschaften an den Universitäten Krakau und Breslau und wurde 1888 in Krakau zum Doktor der Rechte promoviert. Trotz des Widerstandes seines Vaters gab er 1888 seine Zugehörigkeit zum lateinischen Ritus der römisch-katholischen Kirche auf und trat in ein ukrainisches griechisch-katholisches Basilianerkloster ein, wo er den Ordensnamen Andrej (Andreas) annahm. Am 22. August 1892 empfing Scheptyzkyj von Julian Pełesz, Bischof von Przemyśl, die Priesterweihe im griechisch-katholischen Ritus. Er studierte im Jesuitenseminar von Krakau und promovierte im Jahr 1894 zum Doktor der Theologie. Scheptyzkyj wurde 1893 Novizenmeister und zwei Jahre später Subprior des Ordenshauses in Dobromil. 1896 übernahm er als Hegumen die Leitung des Mönchsklosters St. Onuphrius zu Lemberg. An der Ordenslehranstalt der Basilianer in Krystynopol (Bezirk Sokal) lehrte er ab 1898 als Professor für Moraltheologie und Dogmatik.

### Ernennung zum Bischof und Erzbischof
Nach dem Tod von Sylvester Kardinal Sembratowytsch im Jahre 1898 und dem Wechsel des bisherigen Bischofs von Stanislau Julian Kujilowskyj als Erzbischof nach Lemberg nominierte der österreichische Kaiser Franz Joseph Scheptyzkyj zu dessen Nachfolger. Papst Leo XIII. bestätigte die Ernennung am 19. Februar 1899. Die Bischofsweihe erfolgte am 17. September 1899 in der Auferstehungskathedrale von Stanislau (heute Iwano-Frankiwsk). Hauptkonsekrator war sein Vorgänger Julian Kujilowskyj, Mitkonsekratoren der Bischof von Przemyśl Konstantyn Czechowicz und der Lemberger Weihbischof (des lateinischen Ritus) Joseph Weber. Nur acht Monate später starb auch Julian Kujilowskyj. Der erst 35-jährige Andrej Scheptyzkyj wurde wiederum zu dessen Nachfolger erwählt, am 12. Dezember 1900 zum Metropoliten und Erzbischof von Lemberg ernannt und am 17. Januar 1901 feierlich in sein Amt eingeführt.
Im Königreich Galizien und Lodomerien, einem Kronland Österreich-Ungarns, verfügte er als Lemberger Metropolit über eine Virilstimme im Galizischen Landtag. Ab 1901 war Scheptyzkyj zudem Mitglied des österreichischen Herrenhauses.

### Auslandsreisen
Seine Auslandsreisen führten ihn 1910 auch nach Kanada und in die Vereinigten Staaten von Amerika. Er besuchte dort die ukrainischen Gemeinden und nahm am Internationalen Eucharistischen Kongress in Montreal teil. Scheptyzkyjs Studienfreund Soter Stephen Ortynsky war bereits 1907 von Papst Pius X. zum Ordinarius für die überwiegend ukrainischstämmigen Katholiken des griechischen Ritus in den USA ernannt worden. 1912 wurde ein Apostolisches Exarchat für die „ruthenischen“ Ostkatholiken in Kanada errichtet; dieses wurde von Nicetas Budka geleitet, dem Scheptyzkyj die Bischofsweihe spendete.

### Inhaftierung im Ersten Weltkrieg und Zwischenkriegszeit
Nach dem Ausbruch des Ersten Weltkrieges und dem weiten Vordringen russischer Truppen in Galizien wurde der Metropolit festgenommen und zunächst in Kursk, dann in einem orthodoxen Kloster in Susdal inhaftiert. Nach der Februarrevolution 1917 in Russland wurde er freigelassen und kehrte nach Lemberg zurück. Er nahm seine Aktivitäten wieder auf und unterstützte mehrere kirchliche Organisationen und Einrichtungen.
Der griechisch-katholische Klerus unterstützte die nach dem Zerfall Österreich-Ungarns im November 1918 ausgerufene Westukrainische Volksrepublik. Diese unterlag jedoch im Polnisch-Ukrainischen Krieg und Galizien wurde Teil der wiedererrichteten Polnischen Republik. Diese verdächtigte die griechisch-katholische Kirche als eine Hauptstütze der ukrainischen Nationalbewegung und internierte nach der Besetzung Lembergs kurzfristig auch deren Metropoliten. Scheptyzkyj lehnte den Untergrundkampf ukrainischer Nationalisten gegen den polnischen Staat jedoch ab. Später entspannte sich das Verhältnis seiner Kirche zur polnischen Regierung etwas und er konnte 1928 eine Theologische Akademie in Lemberg gründen.
Für die vorwiegend aus dem sowjetisch beherrschten Teil der Ukraine nach Deutschland geflohenen Ostkatholiken gründete der Erzbischof 1927 ein Seelsorgedekanat in Berlin, dessen Leitung Petro Werhun übernahm. Zusammen mit dem Münchner Erzbischof Michael von Faulhaber gründete Scheptyzkyj 1932 das St.-Andreas-Kolleg in München, das u. a. ukrainische Theologiestudenten im deutschen Exil ausbildete.

### Rettung von Juden und Kollaboration mit den Deutschen
Seine Kenntnis des Hebräischen half ihm bei Besuchen von jüdischen Ortschaften in der Ukraine, wo er viele Kontakte knüpfte.
Scheptyzkyj hatte gute Kontakte mit in Ostgalizien lebenden Juden. Im Juli 1941 versprach er einem Rabbi, er würde dafür sorgen, dass die ukrainischen Nationalisten damit aufhörten, Juden zu töten, was erfolglos blieb. Im Februar 1942 bat er Heinrich Himmler, der ukrainischen Polize⁶i zu verbieten, bei den Morden an Juden teilzunehmen.
In den folgenden Monaten beherbergte er, zusammen mit seinem Bruder Klymentij Scheptyzkyj, Dutzende von Juden in seiner Residenz und in griechisch-katholischen Klöstern. Gegen die nationalsozialistischen Herrscher und den Holocaust wandte er sich mit seinem Schreiben „Du sollst nicht töten“; dennoch unterstützte er die deutschen Streitkräfte als Befreier von der sowjetischen Herrschaft und befürwortete die Aufstellung einer Division der Waffen-SS aus ukrainischen Freiwilligen. Während dieser Zeit nominierte er bereits Jossyf Slipyj als seinen Nachfolger.
Scheptyzkyj beurteilte niemals das Massaker an der polnischen Bevölkerungsgruppe in den ehemaligen polnischen Ostgebieten durch die Ukrainische Aufständische Armee (UPA)

### Tod und Nachwirkung

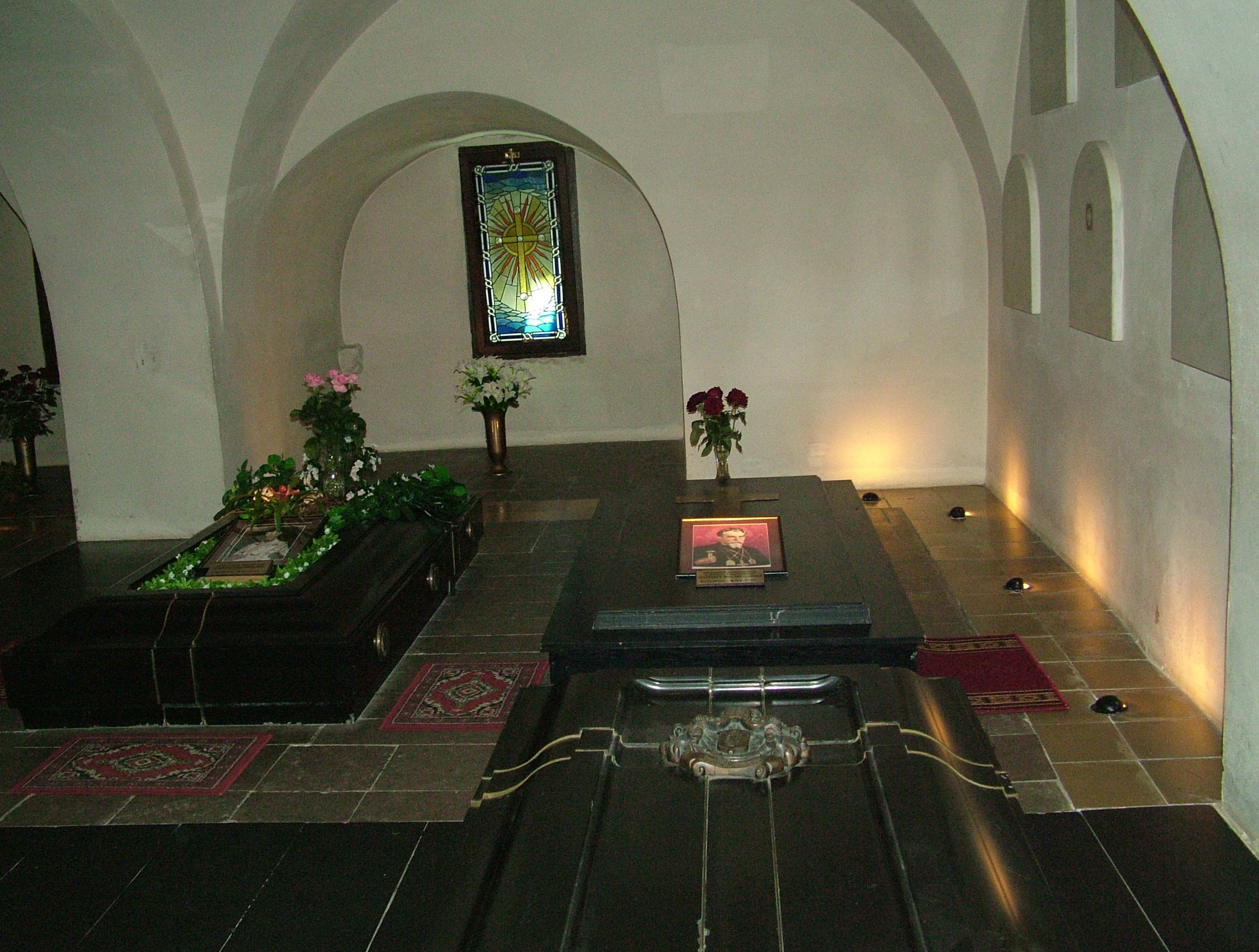
Letzte Ruhestätte in der Krypta der St. Georgs-Kathedrale von Lemberg.

Nach seinem Tode, am 1. November 1944 im Alter von 79 Jahren, wurde Andrej Scheptyzkyj in der Ukraine in der St.-Georgs-Kathedrale in Lemberg beigesetzt. Seit 1958 wird der Prozess zur Seligsprechung vorangetrieben. Am 17. Juli 2015 wurde ihm der heroische Tugendgrad als bedeutende Vorstufe zur Seligsprechung zuerkannt, wodurch er als Ehrwürdiger Diener Gottes bezeichnet wird.

## Gründer und Patron
Andrej Scheptyzkyj galt als Patron der Künstler und Studenten und als Pionier der Ökumene. Er pflegte viele Kontakte zu den verschiedenen Volksgruppen in der Ukraine. Er gründete den ukrainischen Zweig des Redemptoristenordens, den Studitenorden, das Ukrainische Nationalmuseum in Lemberg und die Theologische Akademie, welche heute als die Vorgängerin der Ukrainischen Katholischen Universität in Lemberg gilt. 1903 war er maßgeblich an der Gründung eines kirchlichen Krankenhauses in Lwiw beteiligt, das später seinen Namen erhielt (Scheptyzkyj-Hospital).